# 熊本県道28号熊本高森線
熊本県道28号熊本高森線（くまもとけんどう28ごう くまもとたかもりせん）は、熊本市西区から阿蘇郡高森町に至る県道（主要地方道）である。

## 概要
熊本市西区小島5丁目から阿蘇郡高森町大字高森に至る。熊本市内の西区田崎本町から中央区細工町まで（田崎橋 - 祇園橋）と中央区花畑町から東区健軍（花畑町 - 健軍町）の区間は熊本市電が走る熊本市有数の大通りであり、電車通りと呼ばれる。電車通りと呼ばれていない中央区細工町から中央区花畑町までを含む西区田崎本町（熊本地方合同庁舎）から中央区城東町（熊本城東郵便局・日本郵政九州支社）までは、坪井川と並行している。

### 路線データ
- 起点：熊本市西区小島5丁目（小島下町交差点、国道501号交点）
- 終点：阿蘇郡高森町大字高森（国道265号交点）
- 総延長：60.15 km[注釈 1]

## 歴史
起点から水道町交差点まではもともと県道熊本玉名線だったが、県道大牟田熊本宇土線の国道501号昇格を機に熊本高森線に組み込まれた。

### 年表
- 1960年（昭和35年） - 高森熊本線として県道認定（一般県道）。当初の整理番号は63。
- 1971年（昭和46年） - 建設省から建設省告示により熊本高森線として主要地方道に指定。
- 1972年（昭和47年） - 起点と終点を入れ替える路線認定告示の内容変更が行われ、県道熊本高森線となる。
- 1993年（平成5年）5月11日 - 建設省から、県道熊本高森線が熊本高森線として主要地方道に再指定される[1]。
- 1993年（平成5年）度 - 道路区域の変更が行われ、従来熊本県道1号熊本玉名線であった熊本市小島下町から熊本市水道町までの区間が熊本高森線に加えられる[要出典]。

国道501号の路線指定に伴い熊本玉名線の経路が変更されたことに伴うもの。
- 2016年（平成28年）4月 - 熊本地震により不通区間多数発生。
- 2023年（令和5年）7月3日 - 令和5年7月豪雨により、益城町内で県道と並行する木山川が氾濫。路盤が流出するなどの被害[2]。
- 2025年（令和7年）8月11日 - 熊本市内中心部が集中豪雨により冠水。熊本高森線にも場所的に膝の高さまでの出水があり、立ち往生する自動車が複数台も生じた[3]。

## 路線状況
道路状況は阿蘇郡西原村以西と以東で大きく異なる。また、熊本市内でも幹線道路、裏通りなどを通ることがある。熊本市中央区花畑町から熊本市東区健軍町の区間は、熊本市の東西の大動脈とも呼べるほど交通量が多く、路面電車（熊本市電）が併走している。阿蘇郡西原村から阿蘇郡南阿蘇村の区間は、南阿蘇観光の1ルートであるが交通量は国道経由より少なく、阿蘇観光の抜け道として利用されることも多い。村境を越える俵山トンネル開通で交通量は多くなっている。
阿蘇郡南阿蘇村から阿蘇郡高森町の区間は、南阿蘇観光の観光地が沿線にあり、観光・生活路線となっているが、車が離合できないほどの狭い区間も存在する。

### バイパス
- 俵山バイパス - 俵山中腹のカーブの多い区間を迂回するバイパス道路で、1993年度から建設をすすめ、2本のトンネルを建設、2003年10月10日に開通した。
  - 俵山トンネル - 同バイパス内で俵山を貫く長大トンネル。

### 旧道
- 俵山峠（阿蘇郡西原村大字小森 - 南阿蘇村大字河陰）

阿蘇西部の外輪山・俵山の北に位置する俵山峠越えの延長約8.5 kmの旧道。俵山トンネル、南阿蘇トンネルがある俵山バイパス開通により、県道指定を外れ西原村・南阿蘇村の両村に移管されたことにより村道に降格されている。俵山峠周辺のの景色は阿蘇のカルデラのパノラマや、ウインドファームを望めるなど、見どころのある道路として知られており、峠付近に駐車場のある俵山峠展望所もある。

### 重複区間
- 熊本県道227号並建熊本線（熊本市西区新土河原2丁目・新土河原2丁目交差点 - 熊本市西区田崎1丁目）
- 熊本県道103号熊本空港線（熊本市中央区国府1丁目・水前寺駅入口交差点 - 熊本市中央区出水1丁目・出水一丁目交差点）

### 道路施設

#### 橋梁
- 田崎陸橋 - JR鹿児島本線やJR豊肥本線をまたぐ橋だった。橋の西側が九州新幹線の高架橋に支障をきたすため、2008年6月1日午前6時には橋の西側の部分を移設し、田崎仮陸橋と称させれるようになった。その後、2015年に田崎仮陸橋の東側が鹿児島本線や豊肥本線を高架化工事の支障をきたすようになったため、通行止めとなり撤去され、高架完成までの間、踏切運用となった[5]。
- 明十橋 - 坪井川に架かる石橋
- 船場橋 - 坪井川に架かる橋
- 大切畑大橋 - 西原村小森、橋長265 ｍ。熊本地震で通行不能となり、復旧工事中[6]。
- 桑鶴大橋 - 白川支流鳥子川上流部、西原村小森に1998年3月に建設された[7]。橋長160 m。熊本地震で通行不能となり、2018年7月20日に復旧した[6]。
- 俵山大橋 - 西原村小森、橋長140 m。熊本地震で通行不能となり、復旧工事中[6]。

#### トンネル
起点から
- 俵山トンネル：延長2,057 m、2002年（平成14年）竣工、阿蘇郡西原村 - 阿蘇郡南阿蘇村
- 南阿蘇トンネル：延長757 m、2000年（平成12年）竣工、阿蘇郡南阿蘇村

#### 道の駅
- あそ望の郷くぎの（阿蘇郡南阿蘇村）

## 地理

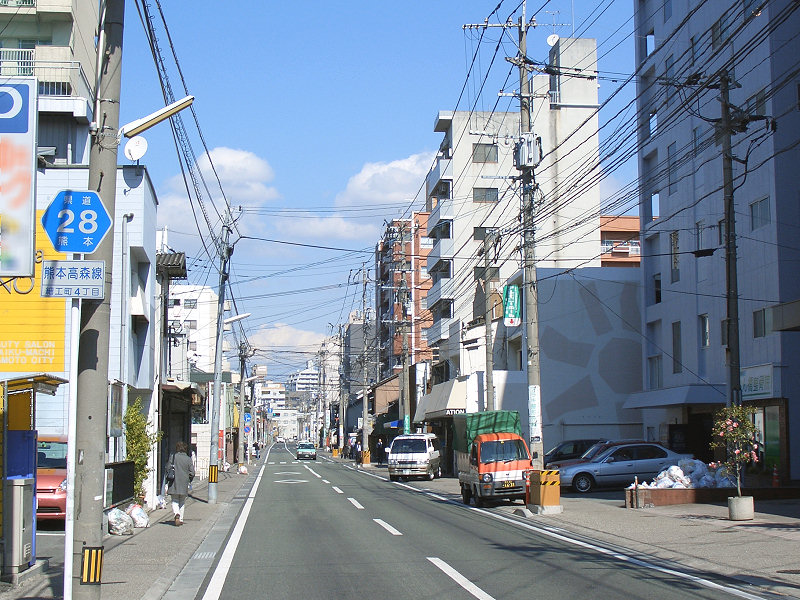
熊本市中央区細工町4丁目付近

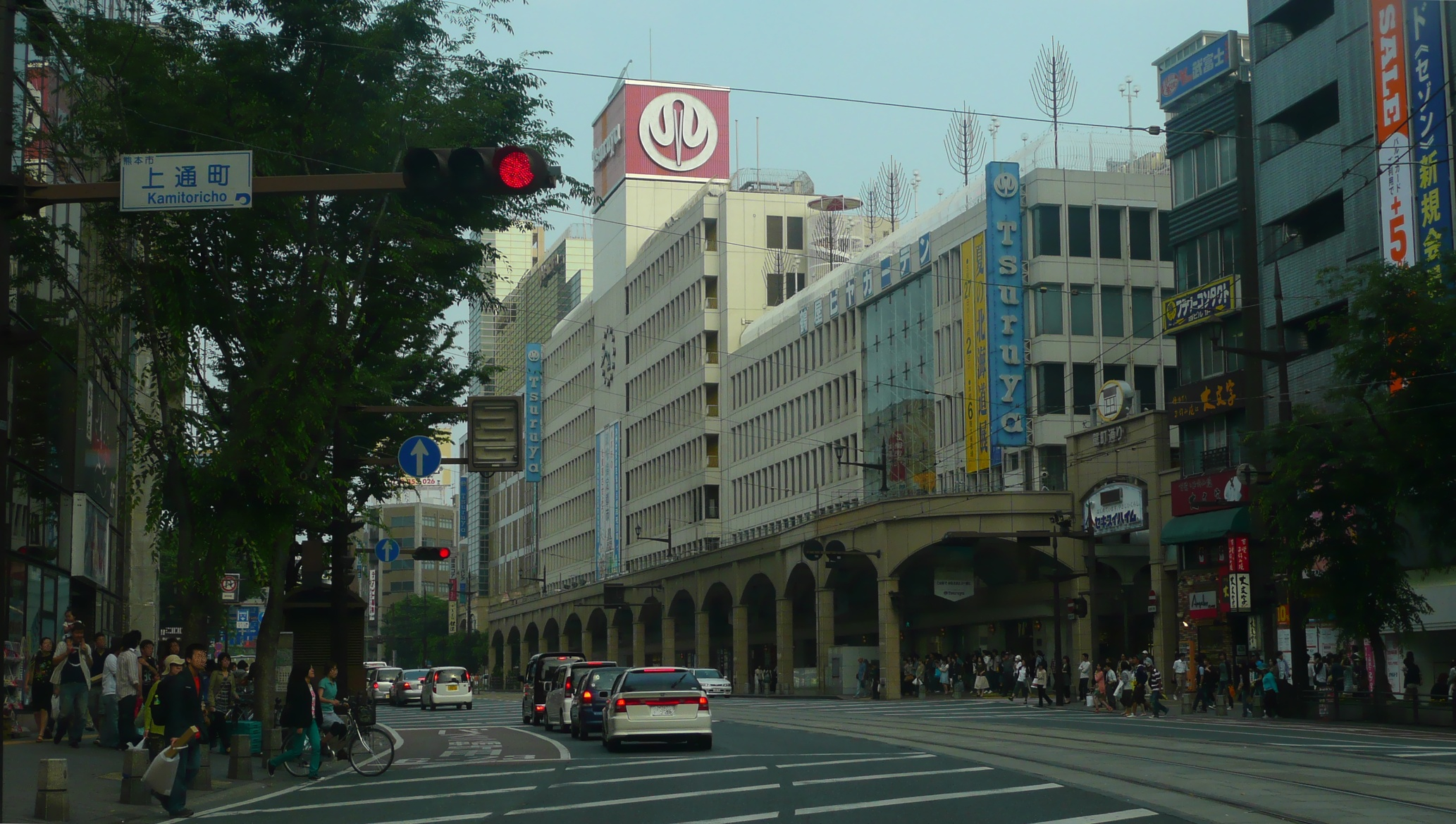
熊本市中央区上通町付近（通町筋）

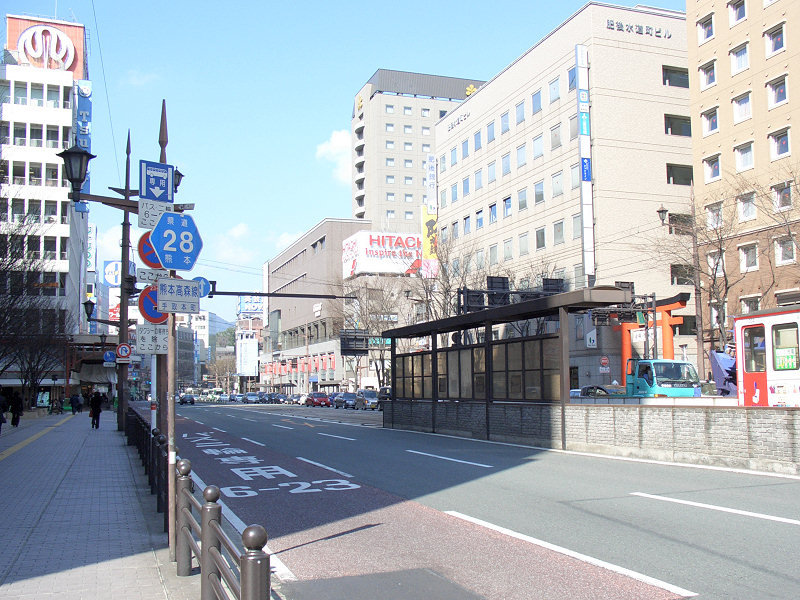
熊本市中央区手取本町付近

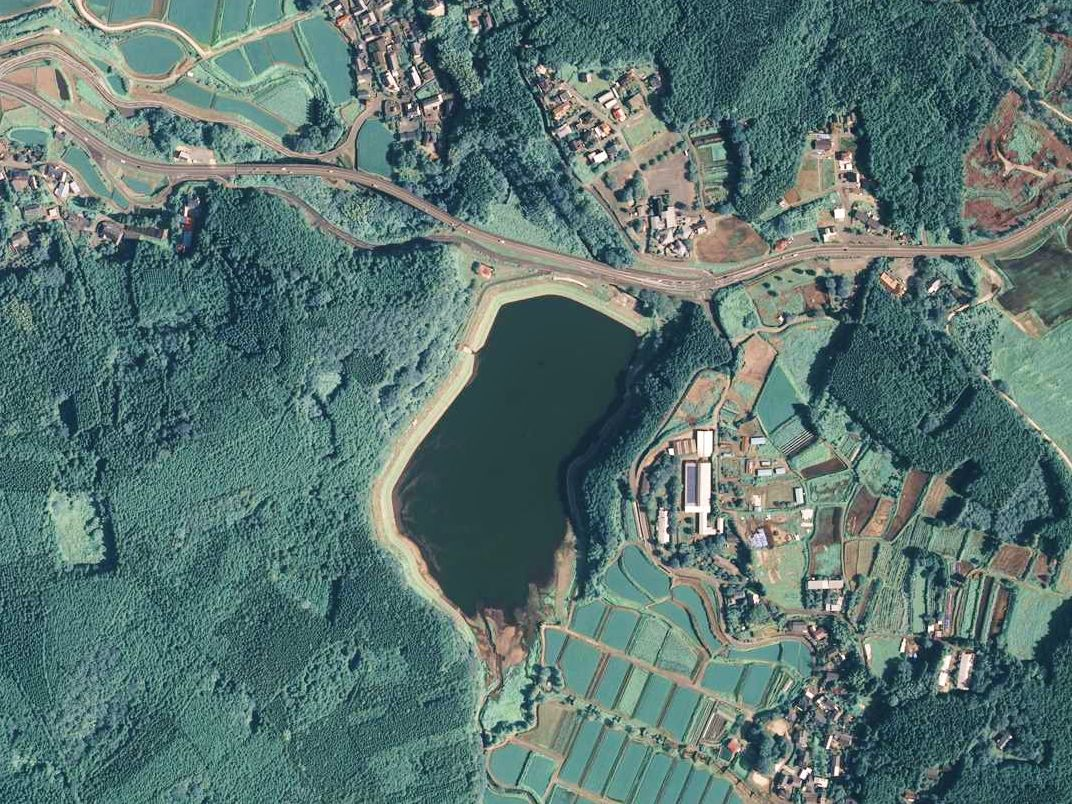
西原村小森、大切畑ため池（大切畑ダム）付近

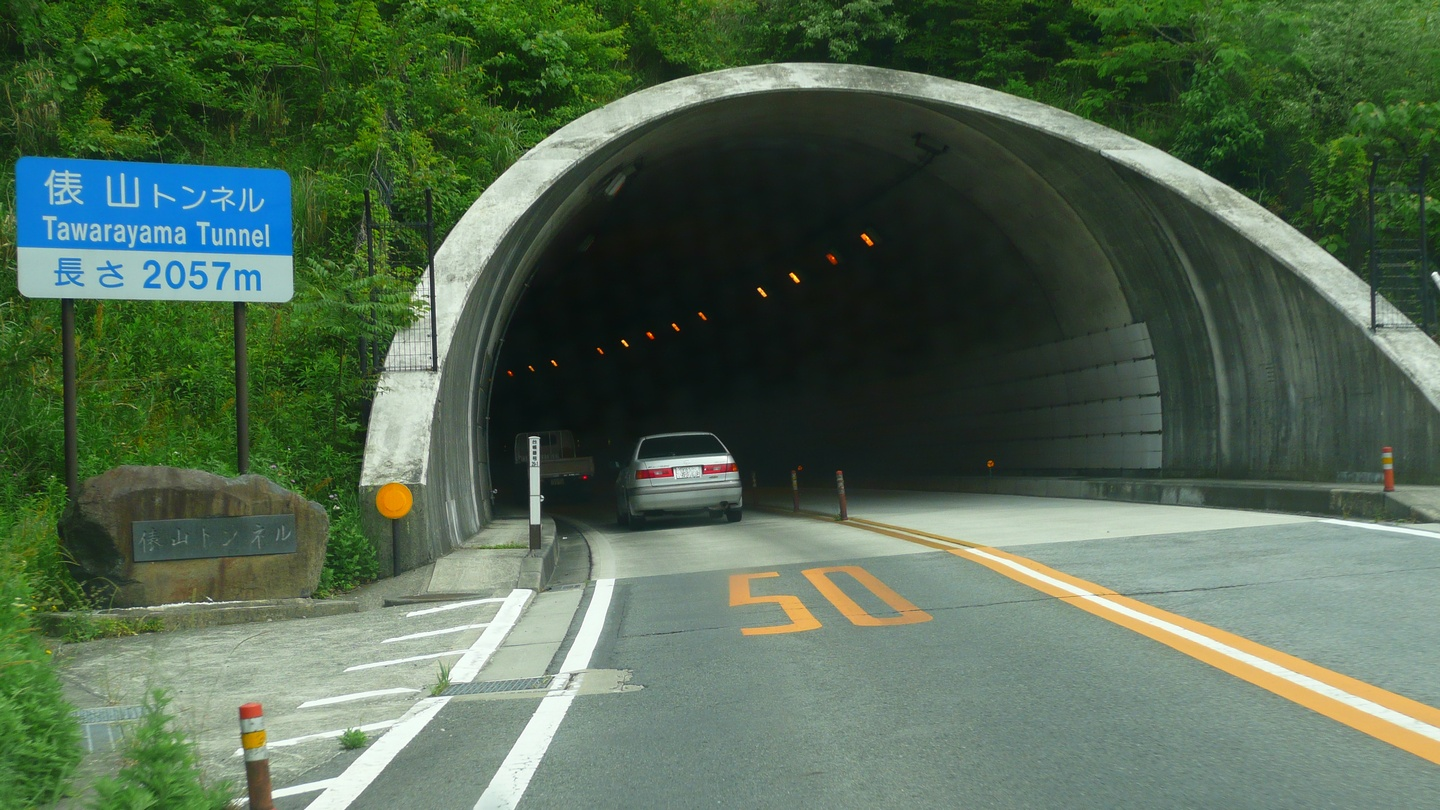
俵山トンネル

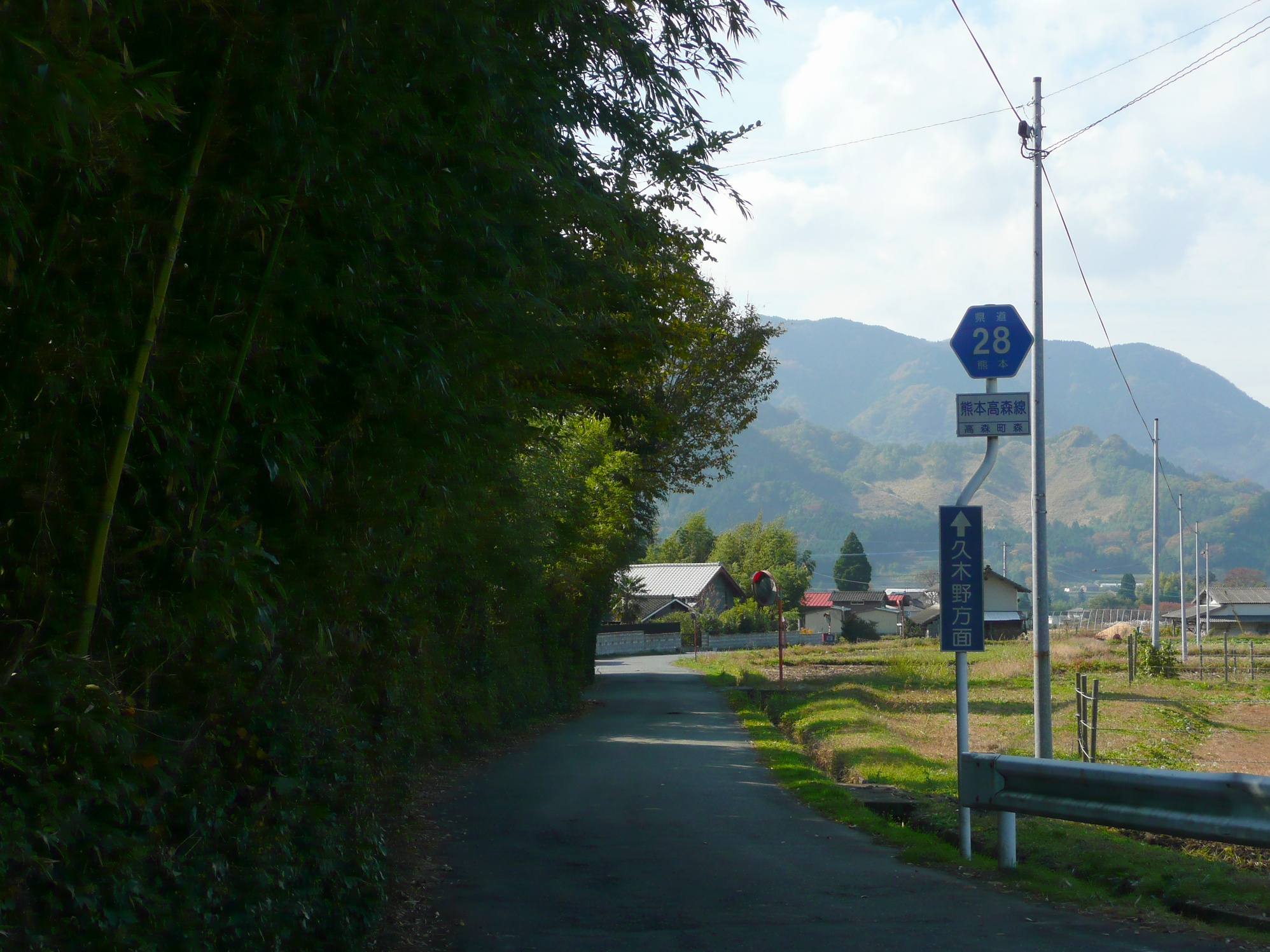
高森町高森付近

### 通過する自治体
- 熊本市（西区 - 中央区 - 東区）
- 上益城郡益城町
- 阿蘇郡西原村
- 阿蘇郡南阿蘇村
- 阿蘇郡高森町

### 交差する道路
| 交差する道路                                         | 市町村名 | 市町村名 | 交差する場所       | 交差する場所          |
| ---------------------------------------------------- | -------- | -------- | ------------------ | --------------------- |
| 国道501号                                            | 熊本市   | 西区     | 小島5丁目          | 小島下町交差点 / 起点 |
| 熊本県道237号小島新町線                              | 熊本市   | 西区     | 小島3丁目          | 小島上町交差点        |
| 熊本県道227号並建熊本線 重複区間起点                 | 熊本市   | 西区     | 新土河原2丁目      | 新土河原2丁目交差点   |
| 熊本県道227号並建熊本線 重複区間終点                 | 熊本市   | 西区     | 田崎1丁目          |                       |
| 熊本県道22号熊本停車場線                             | 熊本市   | 西区     | 春日2丁目          |                       |
| 熊本県道227号並建熊本線                              | 熊本市   | 西区     | 春日1丁目          | 春日1丁目交差点       |
| 熊本県道237号小島新町線                              | 熊本市   | 中央区   | 新町2丁目          | 新町二丁目交差点      |
| 熊本県道303号四方寄熊本線                            | 熊本市   | 中央区   | 城東町             |                       |
| 国道3号 国道208号 重複 国道218号 重複 国道219号 重複 | 熊本市   | 中央区   | 水道町             | 水道町交差点          |
| 熊本県道103号熊本空港線 重複区間起点                 | 熊本市   | 中央区   | 国府1丁目          | 水前寺駅入口交差点    |
| 熊本県道103号熊本空港線 重複区間終点                 | 熊本市   | 中央区   | 出水1丁目          | 出水一丁目交差点      |
| 熊本県道228号戸島熊本線                              | 熊本市   | 中央区   | 水前寺公園         |                       |
| 国道57号                                             | 熊本市   | 東区     | 健軍2丁目          | 神水交差点            |
| 熊本県道226号六嘉秋津新町線                          | 熊本市   | 東区     | 若葉2丁目          | 若葉2丁目交差点       |
| 熊本県道232号小池竜田線                              | 熊本市   | 東区     | 沼山津3丁目        | 沼山津3丁目交差点     |
| 熊本県道235号益城菊陽線                              | 上益城郡 | 益城町   | 大字惣領           | 益城町惣領交差点      |
| 国道443号                                            | 上益城郡 | 益城町   | 大字寺迫           | 益城町寺迫交差点      |
| 熊本県道57号益城矢部線                               | 上益城郡 | 益城町   | 大字寺迫           |                       |
| 上益城平坦部広域農道 / マミコゥロード                | 上益城郡 | 益城町   | 大字田原           |                       |
| 熊本県道206号堂園小森線                              | 上益城郡 | 益城町   | 大字小谷（おやつ） |                       |
| 熊本県道206号堂園小森線                              | 阿蘇郡   | 西原村   | 大字小森           |                       |
| 熊本県道225号山西大津線                              | 阿蘇郡   | 西原村   | 大字小森           |                       |
| 熊本県道149号河陰阿蘇線                              | 阿蘇郡   | 南阿蘇村 | 大字河陰           |                       |
| 熊本県道39号矢部阿蘇公園線                           | 阿蘇郡   | 南阿蘇村 | 大字久石           |                       |
| 熊本県道319号仏原高森線                              | 阿蘇郡   | 高森町   | 大字高森           |                       |
| 熊本県道151号清和高森線 熊本県道177号高森停車場線    | 阿蘇郡   | 高森町   | 大字高森           |                       |
| 国道265号 国道325号 重複 国道503号 重複              | 阿蘇郡   | 高森町   | 大字高森           | 終点                  |

### 交差する鉄道
- 九州新幹線
- 鹿児島本線
- 豊肥本線

### 沿線
熊本市西区小島町から熊本市中央区花畑町の区間は、熊本の中央市場である田崎市場や熊本駅、熊本桜町バスターミナルが沿線にある一方で、かつて城下町の中心街であった唐人町・細工町界隈を通り、特に唐人町界隈では主要地方道とは思えない静けさと趣を感じることができる。この沿線には「あんたがたどこさ」で知られる船場橋がある。日本三名城の一つである熊本城や、細川氏の庭園であった水前寺成趣園（水前寺公園）がある。
熊本市東区健軍町から阿蘇郡西原村の区間は、都心と郊外を結ぶ路線である。俵山中腹の沿線には、電源開発の風力発電所「阿蘇にしはらウィンドファーム」がある。

### 峠
- 俵山峠（阿蘇郡西原村大字小森 - 阿蘇郡南阿蘇村大字河陰）